# Tococa caquetana
Tococa caquetana är en tvåhjärtbladig växtart som beskrevs av Thomas Archibald Sprague. Tococa caquetana ingår i släktet Tococa och familjen Melastomataceae. Inga underarter finns listade i Catalogue of Life.